# Labeotropheus fuelleborni
Labeotropheus fuelleborni é uma espécie de peixe da família Cichlidae. 
O nome deriva do formato da sua boca.
Pode ser encontrada nos seguintes países: Malawi, Moçambique e Tanzânia.
Os seu habitat natural e: lagos lago de Malawi.